# Winyaw Indijanci
Winyaw (Winyah, Weenee), Pleme američkih Indijanaca porodice Siouan srodno Pedee i Waccamaw Indijancima, nekad naseljeno na Winyaw Bayu, rijeci Black River i donjem toku Pee Dee u Južnoj Karolini, danas okrug Georgetown. Prvi koji ih spominju su južnokarolinski kolonisti (1670), s kojima su bili na strani u ratovima protiv Tuscarora 1711. i Waccamawa 1720., nakon čega su uskoro, sredinom 1760.-tih nestali iz povijesti. Preživjeli ostaci su se možda udružili s Waccamawima.
Mooney je (1928) procijenio da ih je 1600. zajedno s plemenima Waccamaw, Hooks i drugima bilo oko 900, ali popisom iz 1715. Winyawi su imali svega jedno selo s 36 muškaraca i populaciju od 106 duša.
O kulturi Winyawa i načinu života nije ništa poznato, ali su pripadali kulturnom području Jugoistočnih Indijanaca kao i poznata plemena Cherokee, Powhatan, Catawba, Tutelo i drugi, za koje je kao i za sve Istočne Siouance poznato da su bili dobri ratari.

## Vanjske poveznice
- South Carolina – Indians, Native Americans – Winyah